# 아키 만도 요
《아키 만도 요》(스페인어: Aquí mando yo)는 2011년 방영된 칠레의 텔레노벨라이다.